# 孙楼
孙楼（1515年—1583年），字子虚，号百川，江苏常熟人。

## 生平
嘉靖二十五年（1546年）中舉，七次禮部會試不第，隆慶二年（1568年）任湖州府推官，摄歸安縣事，五年改调汉中府，不久辭官歸里。与李攀龙、王世贞同時期的文人。有《刻孫百川先生集》。